# Stortjärnen (Älvros socken, Härjedalen, 686069-143660)
Stortjärnen är en sjö i Härjedalens kommun i Härjedalen och ingår i Ljusnans huvudavrinningsområde. Sjön har en area på 0,0457 kvadratkilometer och ligger 412,3 meter över havet. Sjön avvattnas av vattendraget Lillån.

## Delavrinningsområde
Stortjärnen ingår i det delavrinningsområde (686045-143678) som SMHI kallar för Utloppet av Trygg-Tyckeln. Medelhöjden är 421 meter över havet och ytan är 6,26 kvadratkilometer. Det finns inga avrinningsområden uppströms utan avrinningsområdet är högsta punkten. Lillån som avvattnar avrinningsområdet har biflödesordning 3, vilket innebär att vattnet flödar genom totalt 3 vattendrag innan det når havet efter 214 kilometer. Avrinningsområdet består mestadels av skog (68 procent) och sankmarker (10 procent). Avrinningsområdet har 1,11 kvadratkilometer vattenytor vilket ger det en sjöprocent på 17,6 procent.